# Aristobrium
Aristobrium is een kevergeslacht uit de familie van de boktorren (Cerambycidae). De wetenschappelijke naam van het geslacht werd voor het eerst geldig gepubliceerd in 1878 door Thomson.

## Soorten
Aristobrium is monotypisch en omvat slechts de volgende soort:
- Aristobrium cyanipenne Thomson, 1878